# Proyecto MEarth
El Proyecto MEarth es uno de los proyectos financiados por la   NSF de los Estados Unidos, es un observatorio robótico de búsquedas de planetas super-Tierra en tránsito alrededor de estrellas enana rojas del tipo M. MEarth consta de ocho telescopios Ritchey-Chrétien  de 40 cm (16 in) f/9,  robóticos controlados por RC Optical Systems emparejado con CCD U42 de 2048 × 2048 de Apogee situados en el Observatorio Fred Lawrence Whipple en el monte Hopkins, Arizona, EE. UU. 

## Planetas descubiertos
- GJ 1214 b: El 16 de diciembre, un planeta super-Tierra fue descubierto por el método del tránsito. La determinación de la densidad de la masa y el radio sugieren que este planeta pueda ser un planeta océano integrado por agua en un 75% y de roca en un 25%. Algo del agua en este planeta debe estar en la forma exótica del hielo VII. Este es el primer planeta descubierto por el proyecto MEarth.[1]
- GJ 1132b
- LHS 1140b

## Proyectos similares para el descubrimiento de exoplanetas
- Proyecto HATNet (HAT)
- Telescopio XO (XO)
- SuperWASP o WASP